# Thiaumont
Thiaumont (nld. i niem. Diedenberg, wa. Tiômont, lb. Diddebuerg, hist. Diedembourg) – dzielnica (section) gminy Attert w Belgii, w Regionie Walońskim, w prowincji Luksemburg, w okręgu Arlon. 1 stycznia 2020 roku liczyła 1100 mieszkańców. Do 31 grudnia 1976 r. samodzielna gmina. 

## Demografia
Liczba mieszkańców, stan na 1 stycznia:
| Rok                | 1930 | 1947 | 1961 | 2020 |
| ------------------ | ---- | ---- | ---- | ---- |
| Liczba mieszkańców | 654  | 576  | 553  | 1100 |